# Reumatologia pediátrica
A Reumatologia Pediátrica é a área da Medicina que atua sobre as doenças reumatológicas da infância e adolescência. Este grupo é formado por patologias de base autoimune que acometem, frequentemente, o sistema musculoesquelético e provocam processos inflamatórios do tecido conjuntivo. Os principais exemplos são: febre reumática, espondiloartropatias, artrite idiopática juvenil, lúpus eritematoso sistêmico, dermatomiosite, esclerodermia, vasculites e outras.
No final do século XIX, o pediatra inglês, George F. Still, já apontava para as diferenças entre as manifestações das doenças reumáticas na infância e na idade adulta e chamava atenção para a ausência de estudos sobre estas condições em crianças. Em 1947, na Inglaterra, foi criado o primeiro serviço oficial de Reumatologia Pediátrica, no hospital "Taplow", em Buckinghamshire.
No Brasil, os primeiros setores dedicados à Reumatologia Pediátrica foram instalados no Hospital dos Servidores do Estado (1955), no Rio de Janeiro, e na Faculdade de Ciências Médicas da Santa Casa de São Paulo (1966). Em 1992, foi instituída, no país, a residência médica em Reumatologia Pediátrica, reconhecida como uma subespecialidade da Pediatria e da Reumatologia, pelo Conselho Federal de Medicina.